# Kim Dickens
Kim Dickens, właśc. Kimberly Jan Dickens (ur. 18 czerwca 1965 w Huntsville) – amerykańska aktorka i modelka.

## Życiorys
Jest córką Pam Clark Howell i Justina Dickensa, piosenkarza country and western. Po ukończeniu Lee High School w Huntsville rozpoczęła naukę na Vanderbilt University w Nashville. Studiowała komunikację, uzyskując licencjat w dziedzinie nauk humanistycznych. Niedługo po otrzymaniu dyplomu przeniosła się do Nowego Jorku, gdzie kontynuowała naukę w Lee Strasberg Theatre and Film Institute oraz ukończyła American Academy of Dramatic Arts. Pod koniec lat 90. przeprowadziła się do Los Angeles.

### Kariera aktorska
Jako aktorka zadebiutowała w sztuce Davida Mameta Sexual Perversity in Chicago, wystawionej przez zespół studencki na Uniwersytecie Vanderbilta. W 1995 po raz pierwszy wystąpiła w filmie – komedii Palookaville. Później grała w filmach telewizyjnych, m.in. Głosie z zaświatów, Matce przeciw matce i Heart Full of Rain. Od 1997 zaczęła pojawiać się w produkcjach hollywoodzkich, takich jak Ostatni skok, Efekt Zero, Wielkie nadzieje, Kod Merkury, To wciąż mój mąż, Człowiek widmo, Dotyk przeznaczenia, Dom z piasku i mgły i Dziękujemy za palenie. Wystąpiła również w wielu serialach telewizyjnych, m.in. Zbrodniach Nowego Jorku, Coś nie tak, Deadwood, Zagubionych, Treme, House of Cards i Fear the Walking Dead.

## Filmografia
- Osobliwy dom pani Peregrine (2016) jako mama Jake’a
- Fear the Walking Dead (2015–2023) jako Madison Clark – serial
- House of Cards (2015–2017) jako Kate Baldwin – serial
- Zaginiona dziewczyna (Gone Girl, 2014) jako detektyw Rhonda Boney
- Synowie Anarchii (Sons of Anarchy, 2013–2014) jako Colette Jane – serial, 7 odc.
- Białe kołnierzyki (White Collar, 2013) jako Jill – serial, 1 odc.
- Bez względu na cenę (2012) jako Irene Whipple
- Footloose (2011) jako Lulu Warnicker
- Treme (2010–2013) jako Janette Desautel – serial, 36 odc.
- Wielki Mike. The Blind Side (The Blind Side, 2009) jako pani Boswell
- One Way to Valhalla (2009) jako Jenny
- Red (2008) jako Carrie
- Wild Tigers I Have Known (2006) jako adwokat
- Dziękujemy za palenie (Thank You for Smoking, 2006) jako Jill Naylor
- Zagubieni (Lost, 2006–2009) jako Cassidy Phillips – serial, 4 odc.
- Wzór (Numbers, 2006) jako Crystal Hoyle – serial, 2 odc.
- Deadwood (2004–2006) jako Joanie Stubbs – serial, 34 odc.
- Goodnight, Joseph Parker (2004) jako Muriel
- Dom z piasku i mgły (House of Sand and Fog, 2003) jako Carol Burdon
- Coś nie tak (Out of Order, 2003) jako Danni – miniserial
- Zbrodnie Nowego Jorku (Big Apple, 2001) jako Sarah Day – serial, 8 odc.
- Things Behind the Sun (2001) jako Sherry
- Dotyk przeznaczenia (The Gift, 2000) jako Linda
- Człowiek widmo (Hollow Man, 2000) Sarah Kennedy
- To wciąż mój mąż (Committed, 2000) jako Jenny
- Parada oszustów (The White River Kid, 1999) jako Apple Lisa
- Kod Merkury (Mercury Rising, 1998) jako Stacey Siebring
- Wielkie nadzieje (Great Expectations, 1998) jako Maggie Bell
- Efekt Zero (Zero Effect, 1998) jako Gloria Sullivan
- Heart Full of Rain (1997) (jako Susan Doyle
- Spin City (1997) jako Veronica – serial, 1 odc.
- Ostatni skok (Truth or Consequences, N.M., 1997) jako Addy Monroe
- Matka przeciw matce (Two Mothers for Zachary, 1996) jako Nancy
- Głos z zaświatów (Voice from the Grave, 1996) jako Terry Deveroux
- Palookaville (1995) jako Laurie